# 더하우스 (2019년 영화)
"더하우스"는 2019년에 개봉한 대한민국의 영화이다.

## 캐스팅
- 오창석 : 조준의 역
- 서우 : 은비루 역
- 김사희 : 강사희 역
- 오아린 : 강지희 역
- 원현준 : 문무생 역
- 백수련 : 백 여사 역
- 조수지 : 비루 아역
- 김태현 : 준의 아역
- 윤지혜라 : 사희 아역
- 이채윤 : 지희 아역
- 김태용 : 무생 아역
- 이은호 : 간호사 역
- 유경 : 간호사 역
- 김경은 : 카페 종업원 역
- 오제근 : 오 형사 역
- 박태건 : 박 형사 역
- 김미현 : 정신과 환자 1 역
- 송다영 : 정신과 환자 2 역
- 최규림 : 응급차 건달 1 역
- 가심현 : 응급차 건달 2 역
- 금제영 : 응급차 건달 3 역

## 참고 사항
- 오창석은 KBS 2TV 일일 드라마 《태양의 계절》 이후로 6개월만에 재회한다.
- 서우는 SBS 심야드라마 《심야식당》 이후로 4년만에 재회한다.